# Stefan Ewertowski
Stefan Adam Ewertowski (ur. 16 grudnia 1951 w Malborku) – ksiądz rzymskokatolicki należący do diecezji warmińskiej, a po reformie administracyjnej Kościoła katolickiego w Polsce dokonanej przez papieża Jana Pawła II na podstawie bulli apostolskiej Totus Tuus Poloniae Populus z 25 marca 1992 – do diecezji elbląskiej, profesor nadzwyczajny Uniwersytetu Warmińsko-Mazurskiego w Olsztynie, doktor habilitowany teologii o specjalności teologia pastoralna, doktor nauk humanistycznych w zakresie historii (historia najnowsza), magister filozofii teoretycznej (KUL 1984), Kapelan Honorowy Jego Świątobliwości (od 15 października 1997), kanonik gremialny Kapituły Katedralnej Elbląskiej (od 25 marca 2003).

## Życiorys
Urodził się w Malborku, w rodzinie Stefana i Bronisławy z domu Żelaznej. W 1972 zdał maturę w Technikum Energetycznym dla Pracujących Zakładu Energetycznego w Gdańsku. 26 lipca 1972 został przyjęty do seminarium duchownego „Hosianum” w Olsztynie. 10 marca 1975 został przyjęty do posługi lektoratu, 14 maja 1976 otrzymał posługę akolity. 7 kwietnia 1977 otrzymał święcenia diakonatu, a 23 marca 1978 w konkatedrze św. Jakuba w Olsztynie święcenia kapłańskie z rąk biskupa warmińskiego Józefa Drzazgi. Studia filozoficzno-teologiczne ukończył w Wyższym Seminarium Duchownym „Hosianum” w Olsztynie.
W latach 1978–1981 był wikariuszem w parafii Niepokalanego Poczęcia NMP w Iławie. W 1981 został skierowany na studia w KUL, które ukończył w 1984 uzyskaniem tytułu magistra filozofii teoretycznej. Po powrocie ze studiów objął stanowiska: prefekta w Wyższym Seminarium Duchownym „Hosianum” w Olsztynie, diecezjalnego referenta ds. trzeźwości i dyrektora Ruchu Trzeźwości im. Maksymiliana Marii Kolbego, wykładowcy przedmiotów filozoficznych w Wyższym Seminarium Duchownym „Hosianum” w Olsztynie, w Warmińskim Instytucie Teologicznym w Gietrzwałdzie i w Instytucie Kultury Chrześcijańskiej im. Jana Pawła II w Olsztynie (1984–1993).
Ponadto sprawował funkcję członka Zarządu Oddziału Wojewódzkiego Społecznego Komitetu Przeciwalkoholowego (1987–1991), duszpasterza harcerek i harcerzy miasta Olsztyna (1989–1992), diecezjalnego kapelana Policji diecezji warmińskiej (1991–1993) i sędziego Sądu Biskupiego w Olsztynie (1992).
Po reformie administracyjnej Kościoła katolickiego w Polsce, jakiej dokonał papież Jan Paweł II w bulli apostolskiej Totus Tuus Poloniae Populus z 25 marca 1992, został włączony do duchowieństwa diecezji elbląskiej. Pierwszy biskup elbląski ks. dr Andrzej Śliwiński (1992–2003) powierzył mu obowiązki delegata biskupa elbląskiego ds. kleryków diecezji elbląskiej studiujących w Wyższym Seminarium Duchownym „Hosianum” w Olsztynie (1992–1993), a następnie organizatora i pierwszego rektora Wyższego Seminarium Duchownego w Elblągu (1993–2004). Ponadto w Wyższym Seminarium Duchownym w Elblągu sprawował funkcję wykładowcy teorii poznania, filozofii Boga, filozofii religii i wstępu do filozofii.
Jest członkiem Kolegium Konsultorów Diecezji Elbląskiej (od 1992), członkiem Rady ds. Ekonomicznych Kurii Diecezjalnej w Elblągu, członkiem i sekretarzem Rady Kapłańskiej I i II kadencji (od 1997), przewodniczącym Komisji Wzajemnej Pomocy Kapłańskiej (od 1996), sędzią Sądu Diecezjalnego i członkiem redakcji „Studiów Elbląskich” (od 1999).
24 września 2002 obronił rozprawę doktorską na temat: „Recepcja nauczania Jana Pawła II o integracji europejskiej w piśmiennictwie polskim w latach 1978–2000 i jej uwarunkowania historyczne” napisaną na Wydziale Humanistycznym Uniwersytet Warmińsko-Mazurski w Olsztynie pod kierunkiem ks. dra hab. Władysława Nowaka i uzyskał stopień naukowy doktora nauk humanistycznych w zakresie historii (historia najnowsza). Natomiast 30 czerwca 2011 na Wydziale Teologii Uniwersytetu Warmińsko-Mazurskiego w Olsztynie obronił pracę habilitacyjną nt. „Idea Antychrysta w kulturze współczesnej. Studium teologiczne w wymiarze interdyscyplinarnym” i otrzymał stopień doktora habilitowanego o specjalności teologia pastoralna.
Od 2002 był adiunktem w Zakładzie Filozofii i Kultury Chrześcijańskiej (później Katedrze Filozofii i Kultury Chrześcijańskiej), a od 2011 pełni funkcję profesora nadzwyczajnego Katedry Filozofii i Antropologii Wydziału Teologii Uniwersytetu Warmińsko-Mazurskiego w Olsztynie. W latach 2012–2016 sprawował funkcję prodziekana ds. nauki Wydziału Teologii Uniwersytetu Warmińsko-Mazurskiego w Olsztynie.
Jest autorem wielu książek i artykułów naukowych.

## Publikacje
1. „Naród według Mieczysława A. Krąpca” (oprac.), w: „Studia Elbląskie”, tom II (Elbląg 2000)
2. „Aktualność św. Wojciecha w świetle rozważań metahistorycznych” (oprac.), w: „Studia Elbląskie”, tom III (Elbląg 2001)
3. „Jan Paweł II o integracji europejskiej”, seria: Biblioteka Wydziału Teologii Uniwersytetu Warmińsko-Mazurskiego, nr 13 (Olsztyn 2002), ISBN 83-89093-07-3[5]
4. „Semiotyczna funkcja pojęcia „Antychryst”, „Studia Elbląskie”, t. VII, s. 309–326 (Elbląg 2006)
5. „Europa na progu Trzeciego Tysiąclecia” (Olsztyn 2007), ISBN 978-83-88125-54-6[6]
6. „Kulturowo-teologiczne podstawy integracji Rosji z Unią Europejską”, w: A. Jucewicz, M. Machinek (red.), „Teologiczne inspiracje w procesie integracji europejskiej”, s. 133–159 (Olsztyn 2007)
7. „Wybrane aspekty sytuacji Kościoła katolickiego po akcesji Polski do Unii Europejskiej”, w: E. Wiszowaty (red.), „Pro animarum salute – Księga pamiątkowa z okazji siedemdziesiątych urodzin Księdza Profesora Tadeusza Rogalewskiego”, s. 125–146 (Olsztyn 2007)
8. „Reporter świata”, „Życie Duchowe” nr 51, s. 159–164
9. „Ks. Infułat dr Mieczysław Józefczyk”, w: S. Ewertowski, W. Zawadzki (red.), „Księga pamięci i wdzięczności”, s. 27–30 (Elbląg 2007)
10. „Ksiądz profesor i mecenas”, w: S. Ewertowski, W. Zawadzki (red.), „Księga pamięci i wdzięczności”, s. 139–142 (Elbląg 2007)
11. „Loci theologici muzyki A. Mozarta”, „Tygiel” Kwartalnik Elbląski, nr 2/47, s. 25–33 (Elbląg 2007)
12. „Krematorium – kultura zużycia”, „Tygiel” Kwartalnik Elbląski, nr 3/48, s. 17–21 (Elbląg 2007)
13. „O co pytać filozofa?”, „Tygiel” Kwartalnik Elbląski, nr 4/49, s. 18–24 (Elbląg 2007)
14. „Godność człowieka a demokracja liberalna w porządku ustrojowym Unii Europejskiej”, w: S. Bafia (red.), W trosce o godność człowieka”, s. 123–146 (Olsztyn 2007)
15. „Niezdolni do więzi”, w: „Studia Elbląskie, t. VIII, s. 289–306 (Elbląg 2007)
16. „Integralne a przedmiotowe ujęcie jedności bytowej człowieka”, w: J. Wiśniewski (red.), „Laicyzacja i sekularyzacja społeczeństwa nowożytnego (XVI – XVIII.)”, s. 243–261 (Olsztyn 2008)
17. „Zdemaskować antychrysta”, „Tygiel” Kwartalnik Elbląski, nr 1/50, s. 33–39 (Olsztyn 2008)
18. „Karta Praw Podstawowych Unii Europejskiej. Aspekty społeczno-ekonomiczne w wybranej publicystyce prasowej”, w: „Studia Elbląskie, t. IX, s. 207–231 (Elbląg 2008)
19. „Antagonizm i możliwość dialogu w europejskim sporze o płeć”, w: „Teologia i człowiek”, nr 11, s. 185–201
20. „Glina” w kreacjonizmie ewolucyjnym”, „Tygiel” Kwartalnik Elbląski, nr 4/53, s. 22–25 (Elbląg 2008)
21. „Ludus paschalis”, „Tygiel” Kwartalnik Elbląski, nr 2/51, s. 41–44 (Elbląg 2008)
22. „Diagnosis – solitudo. Antidotum – praesentia”, „Biuletyn informacyjny” Okręgowej Izby Pielęgniarek i Położnych w Elblągu – Wydanie specjalne. Streszczenie Nr 4, s. 32–34 (Elbląg 2008)
23. „Przeczytane – zasłyszane – pomyślane”, „Tygiel” Kwartalnik Elbląski, nr 3/52, s. 21–24 (Elbląg 2008)
24. „Karta Praw Podstawowych UE w kontekście gender mainstreaming”, w: A. Jucewicz, M. Machinek, „Idea gender jako wyzwanie dla teologii”, s. 187–203 (Olsztyn 2009)
25. „Przebóstwione przestrzenie muzyczne Oliviera Messieana”, „Tygiel” Kwartalnik Elbląski, nr 2/55, s. 36–40 (Elbląg 2009)
26. „Diagnosis – solitudo. Antidotum – praesentia”, w: „Forum Teologiczne”, nr X, s. 197–213
27. „Radykalizm chrześcijański niczym nie różni się od fundamentalizmu?”, w: R. Hajduk (red.), „Współczesne herezje”, s. 79–90 (Olsztyn 2009)
28. „Pięć lat Polski w Unii Europejskiej z duszpasterskiej perspektywy Kościoła”, w: „Studia Elbląskie”, t. X, s. 249–264 (Elbląg 2009)
29. „Idea Antychrysta w kulturze współczesnej”, stron 444 (Olsztyn 2010).